# Miridiba thai
Miridiba thai är en skalbaggsart som beskrevs av Keith 2010. Miridiba thai ingår i släktet Miridiba och familjen Melolonthidae. Inga underarter finns listade i Catalogue of Life.